# Peter Noetzel
Peter Noetzel (* 5. November 1946 in Bottrop) ist ein deutscher SPD-Politiker. Er war von 2004 bis 2009 Oberbürgermeister der Stadt Bottrop.

## Wirken

### Verwaltung
Seit 1961 war Noetzel in der Verwaltung der Stadt Bottrop tätig. Seit 1972 war er im gehobenen Dienst eingestuft, 1973 wurde er Beamter auf Lebenszeit, 1974–1978 arbeitete er im Jugendamt und im Anschluss daran im Amt für Datenverarbeitung und Statistik, dessen stellvertretender Leiter er noch im selben Jahr wurde. 1986 wurde er stellvertretender Amtsleiter der Stadtkämmerei, der er schließlich ab 1994 als Leiter vorstand. 1996 wählte ihn schließlich der Bottroper Stadtrat zum Stadtkämmerer.

### Politische Tätigkeiten
Im Jahre 2004 kandidierte er bei der Kommunalwahl in Nordrhein-Westfalen für das Amt des Oberbürgermeisters von Bottrop und siegte im zweiten Wahlgang mit 54,4 % der Stimmen  vor dem CDU-Kandidaten Hermann Hirschfelder (45,6 %). Noetzel trat das Amt als Nachfolger von Ernst Löchelt (SPD) an.
Bei der Kommunalwahl am 30. August 2009 wurde der bis dahin Technische Beigeordnete Bottrops, Bernd Tischler (SPD), als sein Nachfolger gewählt.